# I mitici: Colpo gobbo a Milano
Pour plus de détails, voir Fiche technique et Distribution.
I mitici: Colpo gobbo a Milano est un film de casse italien réalisé par Carlo Vanzina et sorti en 1994.

## Synopsis
À Rome, Giulio est arrêté dans le cadre d'un braquage. En prison, il reçoit la visite de son frère Fabio, à qui il explique que l'argent qu'il a volé peut servir à financer un plus gros hold-up dans une bijouterie de Milan, en lui proposant de le réaliser à sa place. Fabio ne semble pas intéressé, mais lorsque son employeur est contraint de le licencier à cause de la crise économique, il retourne voir Giulio pour se faire expliquer les détails du casse, et avec son ancien collègue Enzo, il part pour Milan.
À Milan, Enzo et Fabio s'installent à la pension de famille Roma et contactent un employé de la société qui a installé le coffre-fort dans la bijouterie. Ce dernier accepte de leur remettre le système d'ouverture secondaire, prévu en cas de perte de la combinaison. Ils étudient alors le système d'alarme du bijoutier et trouvent un moyen de contrôler la bijouterie grâce à Deborah qui, se faisant passer pour la petite amie du fils Visconti, attire l'attention du directeur.
Le propriétaire de la pension de famille leur présente Tonino, un ancien employé d'une société d'entretien des égouts, qui peut les aider à s'introduire dans la bijouterie. Pendant l'inspection, ils découvrent qu'un gang rival prévoit également de braquer la même bijouterie. Enzo décide alors de quitter le groupe et de rentrer à Rome, mais Fabio et Deborah ne veulent pas abandonner. Après avoir trouvé la cachette du gang rival, Fabio et Deborah découvrent qu'ils prévoient d'utiliser un trapéziste pour atteindre le coffre.
Enzo a également eu l'idée d'utiliser un trapéziste et retourne à Milan pour engager Igor, tandis que la bande rivale est arrêtée grâce à une dénonciation. Pour obtenir la clef de la bijouterie, Deborah tente tout pour séduire le gérant mais elle se rend compte qu'il est homosexuel. C'est donc à Fabio d'attirer l'homme dans un club gay, le Marilyn.
Ayant enfin obtenu la clef, le braquage peut avoir lieu. Les parents d'Igor leur viennent en aide pour couvrir le bruit de la fouille. Cependant, en raison de divers événements imprévus, le vol échoue, ce qui oblige les trois braqueurs à s'enfuir par les égouts et à se cacher dans les caves de l'immeuble d'en face. Un voisin assigné à résidence, entendant les sirènes de la police et craignant de devoir retourner en prison, décide de jeter tout l'argent qui provient des pots-de-vin pour lesquels il était poursuivi. C'est alors qu'Enzo, Fabio et Deborah récupère cet argent qui, comme par magie, leur tombe dessus.

## Fiche technique
- Titre original italien : I mitici: Colpo gobbo a Milano[1]
- Réalisateur : Carlo Vanzina
- Scénario : Leonardo Benvenuti, Piero De Bernardi, Carlo Vanzina, Enrico Vanzina
- Photographie : Luigi Kuveiller
- Montage : Sergio Montanari
- Musique : Umberto Smaila
- Effets spéciaux : Renato Corridori
- Décors : Tonino Zera (it)
- Costumes : Roberta Guidi Di Bagno
- Maquillage : Alessandro Bertolazzi (it)
- Production : Massimo Martino
- Sociétés de production : Dean Film, Video 80
- Pays de production :  Italie
- Langue originale : italien
- Format : Couleur
- Durée : 100 minutes
- Genre : Film de casse
- Dates de sortie :
  - Italie : 18 février 1994

## Distribution
- Claudio Amendola : Fabio
- Monica Bellucci : Deborah
- Ricky Memphis : Enzo
- Tony Sperandeo : Tonino
- Pier Maria Cecchini (it) : Giulio
- Ugo Conti : Igor
- Mirella Falco : Mme Motta
- Paolo Lombardi : Commissaire
- Umberto Smaila : le directeur de la bijouterie
- Toni Ucci : M. Peppe
- Pietro Ghislandi : Colnaghi
- Riccardo Calvani : Gaetano Squillace
- Gianna Paola Scaffidi : Serenella
- Angela Masini : la femme canon
- Ugo Bologna : Calabrò, le donneur de pots-de-vin
- Paolo Baroni : l'ouvreur de la bijouterie
- Roberto Della Casa : le maresciallo
- Roberto Marelli : l'homme devant la bijouterie